# Mike Mitchell (regista)
Mike Mitchell (Oklahoma City, 18 ottobre 1970) è un regista e animatore statunitense.

## Biografia
Figlio di Julia Baker e Robert Mitchell, si è diplomato alla Putnam City North High School e in seguito si è trasferito a Los Angeles per frequentare il California Institute of the Arts. Qui conobbe e collaborò con Tim Burton e Spike Jonze, diventando un apprezzato illustratore ed animatore.
Ha collaborato alla realizzazione di Z la formica nel 1998 e l'anno seguente ha vinto diversi premi con il cortometraggio di animazione Herd, ottenendo la regia del film live action Gigolò per sbaglio con Rob Schneider. Negli anni seguenti oltre a dirigere film non ha abbandonato l'animazione collaborando alla realizzazione di Shrek 2, Shrek terzo e Mostri contro alieni, ha anche doppiato il personaggio di Andy Beanstalk in Il gatto con gli stivali. Nel 2019 dirige per Warner Bros. il sequel di The LEGO Movie del 2014 di Phil Lord e Christopher Miller, The LEGO Movie 2 - Una nuova avventura.

## Filmografia

### Regista

#### Cinema
- Gigolò per sbaglio (Deuce Bigalow: Male Gigolo) (1999)
- Natale in affitto (Saving Christmas) (2004)
- Sky High - Scuola di superpoteri (Sky High) (2005)
- Shrek e vissero felici e contenti (Shrek Forever After) (2010)
- Alvin Superstar 3 - Si salvi chi può! (Alvin and the Chipmunks: Chipwrecked) (2011)
- SpongeBob - Fuori dall'acqua (The SpongeBob Movie: Sponge Out of Water) (2015)
- Trolls (2016)
- The LEGO Movie 2 - Una nuova avventura (The Lego Movie 2: The Second Part) (2019)
- Kung Fu Panda 4 (2024)

#### Televisione
- La guerriera e il troll (The Barbarian and the Troll) - serie TV, 5 episodi (2021)

### Animatore
- Z la formica (Antz), regia di Eric Darnell e Tim Johnson (1998)
- Shrek 2, regia di Andrew Adamson, Kelly Asbury e Conrad Vernon (2004)
- Shrek terzo (Shrek The Third), regia di Chris Miller (2007)
- Mostri contro alieni (Monsters vs. Aliens), regia di Conrad Vernon e Rob Letterman (2009)
- Sausage Party - Vita segreta di una salsiccia (Sausage Party), regia di Greg Tiernan e Conrad Vernon (2016)
- La guerriera e il troll (The Barbarian and the Troll) (2021) - serie TV animata